# Дружмирє
Дружмирє (словен. Družmirje) — поселення в общині Шоштань, Савинський регіон, Словенія. Висота над рівнем моря: 359,8 м.